# Trichopeltarion moosai
Trichopeltarion moosai is een krabbensoort uit de familie van de Trichopeltariidae. De wetenschappelijke naam van de soort is voor het eerst geldig gepubliceerd in 1989 door Guinot.